# Hernán Monzón Vásquez
Hernán Wilfredo Monzón Vásquez es un abogado y político peruano. Ocupó la alcaldía provincial del Cusco en entre 1981 y 1983.
En las Elecciones municipales de 1980 fue elegido alcalde provincial del Cusco siendo candidato de Acción Popular. Obtuvo 21,397 votos con los que ganó las elecciones al representar el 43.986% de los votos.